# Tarik Black
Pour les articles homonymes, voir Black.
Tarik Black, né le 22 novembre 1991 à Memphis dans le Tennessee, est un joueur américain de basket-ball évoluant au poste de pivot.

## Biographie
En août 2018, Black quitte la NBA et rejoint le Maccabi Tel-Aviv où il signe un contrat d'un an. En juin 2019, le contrat est prolongé de deux ans mais en mai 2020, Black et le Maccabi se séparent.
En janvier 2021, Black s'engage jusqu'à la fin de la saison en cours avec le Zénith Saint-Pétersbourg.
Le 11 juillet 2024, il signe avec l'ASVEL Lyon-Villeurbanne pour une saison,.

## Records sur une rencontre NBA
Les records personnels de Tarik Black, officiellement recensés par la NBA sont les suivants :
| Type de statistique        | Saison régulière | Saison régulière                                          | Saison régulière             |
| Type de statistique        | Record           | Adversaire                                                | Date                         |
| -------------------------- | ---------------- | --------------------------------------------------------- | ---------------------------- |
| Points                     | 18               | Timberwolves du Minnesota                                 | 10 avril 2015                |
| Paniers marqués            | 8                | Pelicans de La Nouvelle-Orléans Timberwolves du Minnesota | 1er avril 2015 10 avril 2015 |
| Paniers tentés             | 13               | Nuggets de Denver                                         | 17 janvier 2017              |
| Paniers à 3 points réussis | 1                | Kings de Sacramento                                       | 14 février 2017              |
| Paniers à 3 points tentés  | 1                | 9 fois                                                    |                              |
| Lancers francs réussis     | 6                | Magic d'Orlando                                           | 9 janvier 2015               |
| Lancers francs tentés      | 11               | @ Raptors de Toronto                                      | 27 mars 2015                 |
| Rebonds offensifs          | 9                | Grizzlies de Memphis                                      | 3 décembre 2014              |
| Rebonds défensifs          | 16               | Mavericks de Dallas                                       | 12 avril 2015                |
| Rebonds totaux             | 19               | Mavericks de Dallas                                       | 12 avril 2015                |
| Passes décisives           | 3                | 7 fois                                                    |                              |
| Interceptions              | 2                | 11 fois                                                   |                              |
| Contres                    | 3                | Timberwolves du Minnesota Pélicans de la Nouvelle-Orléans | 9 avril 2017 11 avril 2017   |
| Balles perdues             | 3                | 9 fois                                                    |                              |
| Minutes jouées             | 35               | Lakers de Los Angeles                                     | 19 novembre 2014             |

- Double-double : 7 (au 06/12/2017)
- Triple-double : aucun.

## Palmarès

### Université
- C-USA All-Defensive Team en 2012
- Second-team All-C-USA en 2012
- C-USA All-Freshman Team en 2011

### Europe
- Champion d'Israël en 2019
- Vainqueur de la Coupe d'Europe FIBA en 2022
- Champion de Grèce en 2023
- Vainqueur de la Coupe de Grèce en 2023

## Salaires
| Saison    | Equipe             | Salaire     |
| --------- | ------------------ | ----------- |
| 2017-2018 | Rockets de Houston | 3 290 000 $ |